# 平盘菌科
平盘菌科（学名：Discinaceae），是盘菌目下的一科真菌。本科的模式属为平盘菌属（Discina）。

## 属
- 平盘菌属 Discina
- Gymnohydnotrya
- Gyromitra
- 腔块菌属 Hydnotrya
- Pseudorhizina